# Юго-Восточная железная дорога
Юго-Восточная железная дорога (ЮВЖД) — один из 16 территориальных филиалов ОАО «Российские железные дороги». В управлении находятся железнодорожные линии на территории Воронежской, Белгородской, Волгоградской, Ростовской, Курской, Рязанской, Тамбовской, Тульской, Липецкой, Саратовской, Пензенской областей и 311 станций. Главный офис расположен в городе Воронеже.

## Описание
Несмотря на историческое название, унаследованное от времён Российской империи, пролегает по территории областей, расположенных на юго-западе европейской части нынешней России. 37-километровый участок дороги на линии Воронеж — Ростов проходит по территории Луганской области Украины и являлся предметом российско-украинских межправительственных переговоров. В 2017 году закончено строительство двухпутной электрифицированной железной дороги в обход Украины из Воронежской в Ростовскую область на участке Журавка — Миллерово. 11 декабря были построены новые станции Зайцевка и Сергеевка в Воронежской области. Демонтаж старого участка был запланирован на весну 2018 года.
Управление дороги находится в Воронеже.
Основные показатели за 8 месяцев 2020 года:
- Эксплуатационная длина — 4235,222 км;
- Среднесписочная численность — 33 452,6 человек;
- Среднемесячная заработная плата — 46 182 рублей;
- Погрузка — 56 млн 990 тыс. тонн. (в августе 2020 — 7 млн 570 тыс.);
- Перевезено пассажиров: в дальнем сообщении — 1 млн 700 тыс. человек (в августе 2020 — 386 тыс.), в пригородном сообщении — 4 млн 980 тыс. человек (в августе 2020 — 701 тыс.).

#### Регионы дороги
В составе дороги образованы следующие регионы управления:
1. Белгородский (г. Белгород),
2. Лискинский (г. Лиски);
3. Мичуринский (г. Мичуринск).

До упразднения отделений 1 июля 2010 года в состав дороги входили Белгородское, Мичуринское, Елецкое, Ртищевское, Лискинское, а ранее и Воронежское отделения.
Основные узловые станции: Елец, Лиски, Отрожка, Ртищево, Грязи, Кочетовка, Балашов, Богоявленск, Раненбург, Поворино, Таловая, Россошь, Валуйки, Старый Оскол, Белгород.

### Границы
- Приволжская железная дорога
  - по ст. Дуплятка (включительно) — с Волгоградским регионом ПривЖД,
  - по ст. Ильмень (исключая её) — с Волгоградским регионом ПривЖД,
  - по ст. Благодатка (включительно) — с Саратовским регионом ПривЖД;
- Куйбышевская железная дорога
  - по ст. Кривозёровка (исключая её) — с Пензенским регионом КБШЖД;
- Московская железная дорога
  - по ст. Курск (исключая её) — с Орловско-Курским регионом МЖД,
  - по ст. Елец (включительно) — с Орловско-Курским регионом МЖД,
  - по ст. Ефремов (исключая её) — с Тульским регионом МЖД,
  - по ст. Павелец-Тульский (исключая её) — с Московско-Рязанским регионом МЖД,
  - по ст. Касторная-Курская (включительно) — с Орловско-Курским регионом МЖД,
  - по ст. Готня (включительно) — с Орловско-Курским регионом МЖД,
  - по посту 315 км (исключая его) — с Московско-Рязанским регионом МЖД;
- Северо-Кавказская железная дорога
  - по ст. Чертково (исключая её) (стык закрыт), Сохрановка (заменил) — с Ростовским регионом СКЖД.
- Донецкая железная дорога (украинская часть):
  - Пограничный переход Валуйки — Лантратовка.
- Южная железная дорога
  - по ст. Илёк-Пеньковка, Хотмыжск, Нежеголь, о.п. Соловей, Наумовка.

## История
Первой железной дорогой в границах Юго-Восточной дороги стала Рязанско-Козловская железная дорога, построенная в 1866 году. Эта линия была продолжена до Воронежа в 1868 году и Ростова-на-Дону в 1871 году. В 1868—1871 году построена дорога Елец — Грязи — Борисоглебск — Царицын и линия Козлов — Тамбов — Саратов (её строило общество Тамбово-Саратовской железной дороги, но ныне Юго-Восточная железная дорога обслуживает участок от Мичуринска до Благодатки включительно).
В период с 1880 года по 1890 год построены линии и ветви железной дороги: Харьков — Балашов, Елец — Валуйки, Таловая — Калач. В те же годы общество Рязано-Уральской железной дороги строит линии Астапово — Данков, Лебедянь — Елец, Богоявленск — Челновая, Раненбург — Павелец с ветвью на Троекурово — Астапово, Данков — Волово, Иноковка — Инжавино.
В 1893 году создано акционерное общество Юго-Восточных железных дорог, объединившее Козлово-Воронежско-Ростовскую и Орлово-Грязи-Царицынскую железные дороги.
В 1956 году паровозное депо Ртищево, обслуживающее самый грузонапряжённый ход Пенза — Поворино, переходит на тепловозную тягу. В 1985 году в состав Юго-Восточной железной дороги вошло Ртищевское отделение. В 1993 году — Белгородское отделение также вошло в состав Юго-Восточной железной дороги.
В пределах дороги находится несколько заводов, выпускающих продукцию для нужд железных дорог или ремонтирующих подвижной состав:
Воронежский тепловозоремонтный завод, Воронежский вагоноремонтный завод, Мичуринский локомотиворемонтный завод, Тамбовский вагоноремонтный завод.
Дорога награждена орденом Трудового Красного Знамени в 1966 году.
В постсоветское время Юго-Восточная железная дорога подверглась сокращению рельсовой сети. Были демонтированы ветки Лев Толстой — Троекурово, Куликово Поле — Волово. На некоторых направлениях сокращались объёмы пригородного сообщения. Несмотря на это, дорога продолжает обновлять парк подвижного состава новыми электровозами ЭП1М, электропоездами ЭД9М и незначительным количеством тепловозов ТЭП70БС.
В 1987 году произведена передача Лиховского отделения Юго-Восточной железной дороги в ведение Северо-Кавказской; граница между дорогами была перенесена со ст. Зверево на ст. Чертково. После полноценного запуска железнодорожного обхода Украины и эта граница была перенесена на северо-восток относительно старой.
В 2015 — 2017 годах осуществлён проект строительства в обход Украины двухпутной электрифицированной железной дороги на участке Журавка – Миллерово.

### Начальники дороги
- С 1998 по 2000 г.г.  — Иван Степанович Васильев;
- С 2000 по 2002 г.г. —Михаил Павлович Акулов;
- С 2002 по 2018 г.г. —Анатолий Иванович Володько;
- С 2018  по 2020 г.г.— Сергей Александрович Задорин;
- С октября 2020 года начальником Юго-Восточной железной дороги является Павел Алексеевич Иванов, ранее занимавший пост заместителя генерального директора – начальника Центральной дирекции управления движением ОАО «РЖД»[9].

## Инфраструктура
- Дистанции пути (ПЧ): Грязи ПЧ-1; Воронеж ПЧ-3; Лиски ПЧ-4; Россошь ПЧ-5; Ртищево ПЧ-6; Старый Оскол ПЧ-7; Ржава ПЧ-8; Таловая ПЧ-10; Валуйки ПЧ-11; Поворино ПЧ-12; Балашов ПЧ-13; Елец ПЧ-15; Кочетовка ПЧ-18; Сердобск ПЧ-21; Раненбург ПЧ-22; Белгород ПЧ-23.
- Дистанции инфраструктуры (ИЧ): Лев Толстой ИЧ-1; Тамбов ИЧ-2.
- Дистанции сигнализации, централизации и блокировки (ШЧ): Лиски ШЧ-3; Воронеж ШЧ-4; Грязи ШЧ-5; Мичуринск ШЧ-7; Елец ШЧ-9; Старый Оскол ШЧ-11; Балашов ШЧ-14; Ртищево ШЧ-15; Белгород ШЧ-16.
- Дистанции электроснабжения (ЭЧ)
- Эксплуатационные локомотивные депо: Ртищево-Восточное (ТЧЭ-2), Балашов (ТЧЭ-15), Лиски-Узловая (ТЧЭ-4),Россошь (ТЧЭ-3), Воронеж-Курский (ТЧЭ-6),Старый Оскол (ТЧЭ-17). Эксплуатационное локомотивное депо Елец-Северный (ТЧЭ-14)  Эксплуатационное локомотивное депо Кочетовка (ТЧЭ-12)  Эксплуатационное локомотивное депо Белгород-Курский (ТЧЭ-31)
- Сервисные локомотивные депо Южного филиала ООО "ЛокоТех-Сервис" (Воронеж, Елец,Мичуринск, Ртищево, Поворино, Лиски, Россошь-Пассажирская)
- Эксплуатационные вагонные депо (ВЧДЭ): Ртищево, Лиски, Валуйки, Стойленская, Казинка, Кочетовка
- Ремонтные вагонные депо (ВЧДР)
- Дистанция гражданских сооружений (НГЧ)
- Дирекция по тепловодоснабжению (ДТВ): Лискинский территориальный участок (ЛТУ), Белгородский территориальный участок (БТУ), Мичуринский территориальный участок (МТУ).

## Известные работники
- Володько, Анатолий Иванович (род. 1952) — руководил ЮВЖД 16 лет (2002—2018), кавалер ордена Почёта[8]
- Дубинин, Анисим Антонович (1888—1938) — первый комиссар дороги, партийный и государственный деятель.
- Груздов, Иван Васильевич (1902—1969) — советский военачальник, полковник.
- Картаков, Василий Андреевич (1910—1971) — советский военачальник, генерал-лейтенант авиации.
- Кузин, Андриан Тимофеевич (1895—19??) — советский военачальник, полковник.
- Масленников, Николай Кузьмич (1897—1972) — советский военачальник, генерал-майор.